# Пек, Морган Скотт
Морган Скотт Пек (англ. Morgan Scott Peck; 23 мая 1936, Нью-Йорк — 25 сентября 2005, Коннектикут) — американский психиатр, который стремился примирить научное мировоззрение с христианством. Представитель так называемой христианской психологии. На русский язык переведены его бестселлеры «Непроторенная дорога» (1978) и «Волнистые облака» (2000).

## Биография
Пек родился в Нью-Йорке. Его родители отправили его в престижную школу-интернат в Эксетере. В возрасте 15 лет, на третьем курсе, он отказался вернуться в школу, тогда родители обратились к психоаналитику, ему поставили диагноз депрессия и рекомендовали месячное пребывание в психиатрической больнице. Окончил школу он в 1954 году, после чего получил степень бакалавра в Гарвардском университете в 1958 году и степень доктора медицины в 1958 году. Служил в армии и дослужился до звания подполковника, занимался психиатрической деятельностью в правительственных органах.
Пек умер в своем доме в штате Коннектикут на 25 сентября 2005 года, от болезни Паркинсона и заболевания поджелудочной железы.